# Lacera
Lacera là một chi bướm đêm thuộc họ Erebidae.

## Loài
- Lacera alope Cramer, [1780]
- Lacera asinuosa Holloway, 1979
- Lacera noctilio Fabricius, 1794
- Lacera procellosa Butler, 1879
- Lacera uniformis Holloway, 1979